# Virtuální asistent (umělá inteligence)
Virtuální asistent v oblasti elektroniky je aplikace umělé inteligence, která uživateli usnadňuje komunikaci a vykonávání příkazů. Specializovaně se může jednat o chatbot. Uživatelé mohou například pokládat asistentům otázky, ovládat domácí automatizované zařízení, přehrávat média a spravovat další základní úkoly, jako jsou e-maily, seznamy úkolů a kalendáře.

## Příklady
- Alisa od Yandex
- Alexa od Amazonu
- Bixby od Samsungu
- Google Assistant od Google
- M od Facebooku
- Celia od Huawei
- Cortana od Microsoft
- Siri asistent od Apple

## Problematika
Virtuálního asistenta lze zneužít člověkem nevnímanými příkazy.